# Zulte (plaats)

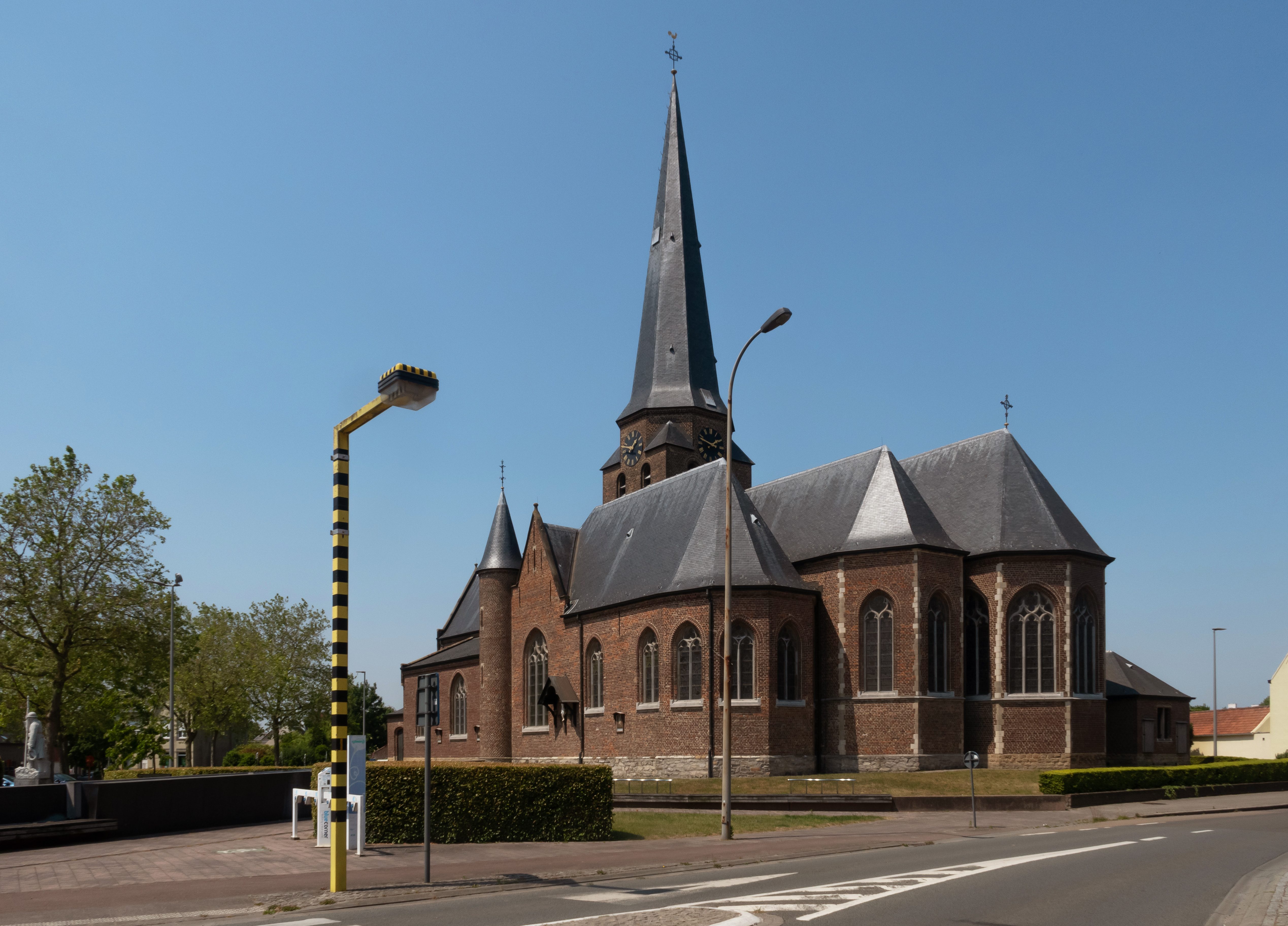
Zulte, de Sint-Petrus-en-Paulus Kerk

Zulte is een plaats en deelgemeente in de gelijknamige Belgische gemeente Zulte. De plaats telde 6.873 inwoners in 2004, en heeft een grootte van 1004 ha.

## Geschiedenis

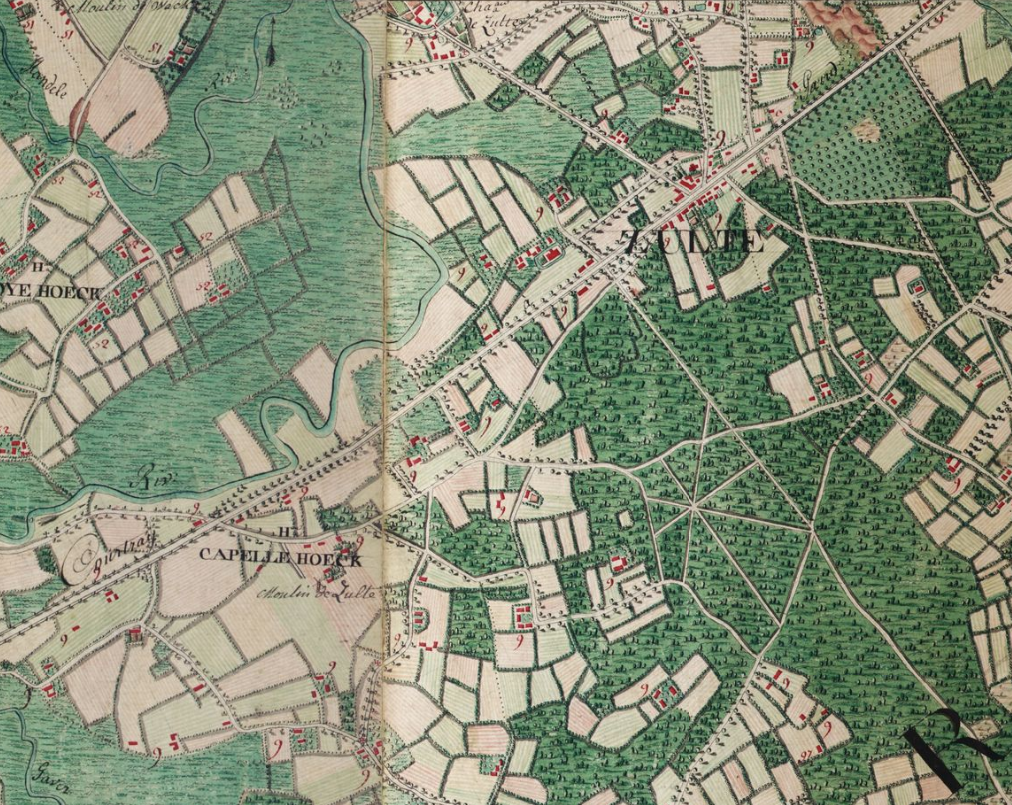
Zulte op de Ferraris kaart (rond 1775)

Zulte is ontstaan als een Germaanse nederzetting met de naam "Sulta", wat modderig gebied betekent. Deze naam werd voor het eerst vermeld in 1182.
Het gebied werd afgebakend door natuurlijke grenzen (Leie, Gaverbeek, Zaubeek, Olsenebeek, Tichelenbeek). Een dergelijke begrenzing zou op een Karolingische oorsprong kunnen wijzen.
De huidige gemeentegrenzen kwamen overeen met de grenzen van de kerkelijke parochies tijdens de middeleeuwen. Bestuurlijk was Zulte een heerlijkheid die zetelde in het Kasteel Te Lake. In de 13e eeuw was de heerlijkheid in bezit van de familie van Lake, waarna het in bezit kwam van de families van gavere, Basta, van Hulst, d'Ennetières en de Beer. In 1715 werd de heerlijkheid verkocht aan de familie Limnander, welke ook de laatste heer en tevens de eerste burgemeester van de burgerlijke gemeente (1804-1814) leverde. Binnen de heerlijkheid lagen overigens ook enclaves.
De Heer van Zulte was feodale onderdanigheid verschuldigd tegenover de Graaf van Vlaanderen. Dit gebeurde voor het grafelijk leenhof te Oudenaarde en werd "De Stenen Man" genoemd. De dorpsheerlijkheid had de hoge heerlijkheid en beschikte over een vierschaar of plaatselijke rechtbank, samengesteld uit een baljuw en zeven schepenen. Deze kon ook de doodstraf opleggen.
Zulte heeft in het verleden het lot ondergaan van alle dorpen in de Leiestreek. Ook Zulte werd getroffen door oorlogen en de legering van diverse troepenmachten. Tijdens de godsdiensttwisten (einde 16e eeuw) was het de Beeldenstorm die voor verwoesting zorgde. In de 2e helft van de 17e eeuw kwamen Spaanse en Franse troepen in deze streken tegenover elkaar te staan. Plunderingen en opeisingen van paarden en levensmiddelen kwamen regelmatig voor.
Oorlogen, hongersnood en epidemieën leidden tot gedeeltelijke ontvolking.  Honger en ellende zorgden voor de uitdunning van de bevolking. De jaren 1580–1584 kenden een pestepidemie waarbij de bevolking gehalveerd werd. Ook de laatste maanden van het jaar 1694 kenmerkten zich door een epidemie.
Vóór de Franse Revolutie behoorde Zulte tot de roede van Deinze, onderdeel van de kasselrij Kortrijk. De annexatie bij de Franse Republiek op 1 oktober 1795 maakte een einde aan deze eeuwenlange bestuurlijke indeling en het graafschap werd onderverdeeld in twee departementen. Zulte behoorde tot het Scheldedepartement, met aan het hoofd een prefect.
In de 19e eeuw ontwikkelde zich de vlasnijverheid. Vanaf 1880 vond industrialisatie plaats, waaraan de familie Martens een groot aandeel had. Er werden brouwerijen en stokerijen, tricotagefabrieken, wolwasserijen, spinnerijen en leerlooierijen opgericht. Dit alles werd gestimuleerd door de infrastructuur, waaronder de spoorweg van Gent naar Kortrijk welke in 1838 tot stand kwam.
Zulte werd opgenomen als autonome gemeente in de Franse Republiek en heeft deze zelfstandigheid behouden tot 1 januari 1977, toen Zulte, Olsene en Machelen fusioneerden.

## Bezienswaardigheden
- Kunstdorp Machelen-aan-de-Leie
- Villa ter Ide - Atelier Martin Wallaert
- Het Kasteel Te Lake
- De Manege de Ribaucourt met authentieke paardencirkel en ernaast de Villa Salomé
- De Lederfabriek Atlan
- De Sint-Petrus-en-Pauluskerk
- De Onze-Lieve-Vrouw ten Dalekapel

## Natuur en landschap
Zulte ligt in Zandig Vlaanderen in de vallei van de Leie welke hier in 1972 werd gekanaliseerd. De hoogte komt niet boven 14 meter uit. Na 1830 werd het ooit bosrijke gebied vrijwel helemaal ontgonnen tot landbouwgebied, en in de 2e helft van de 20e eeuw verstedelijkte Zulte snel. Een van de kleinere beken is de Zaubeek.

## Nabijgelegen kernen
Olsene, Oeselgem, Wakken, Sint-Eloois-Vijve, Waregem

## Geboren
- Femke Bastiaen (2001), voetbalster